# Loco (juego de naipes)
El loco es un juego de naipes de parejas de origen europeo, posiblemente ucraniano o polaco. La cantidad de jugadores puede ser variada, pero siempre debe ser par.
Los jugadores se distribuyen en una ronda alrededor de la mesa, y se forman parejas (equipos de dos jugadores) de forma enfrentada. Por ejemplo, si son 6 jugadores, la ronda quedaría con el siguiente orden: Jugador de equipo 1, Jugador de equipo 2, Jugador de equipo 3, Jugador de equipo 1, Jugador de equipo 2, Jugador de equipo 3.

## Objetivo del juego
El objetivo del juego es que ambos jugadores de un equipo queden sin cartas antes que los oponentes.

## Reglas

### Repartir las cartas
A diferencia de la mayoría de los juegos de este estilo, el jugador que repartirá las cartas las mezcla sin necesitar que otro jugador "corte" el mazo.
Luego le reparte una carta a cada jugador empezando por su derecha y siguiendo el mismo orden hasta que todos (incluyéndose) tengan 6 cartas.

### El triunfo
Cuando termina de repartir las cartas, coloca otra carta debajo y perpendicular al mazo, y boca arriba (que pueda apreciarse el número y palo de la misma). Esa carta es denominada el triunfo, y todas las cartas del mismo palo del triunfo le ganarán a los demás palos.
- Datos: Q5978248